# Bandelier National Monument
Das Bandelier National Monument ist eine Gedenkstätte in einem Naturschutzgebiet im Norden New Mexicos mit einer Fläche von ungefähr 136 km². Mehr als zwei Drittel (95 km²) stehen als Bandelier Wilderness unter dem weitergehenden Schutz einer Wilderness Area. Die Hauptattraktion des National Monuments ist die Frijoles-Schlucht. Sie war zwischen 1100 und etwa 1550 von Vorläufern der Pueblo-Kultur besiedelt. Im Gebiet sind über 1000 Siedlungsorte nachweisbar, im größten Tyuoyi Pueblo kann man Gemeinschaftshaus und Zeremonienhöhle (Kiva) sehen. Im Süden liegt die Painted Cove, eine Höhle mit prähistorischen Petroglyphen.
Das Areal ist seit 1916 ein National Monument und wurde nach dem Anthropologen Adolph Bandelier benannt. Während des Zweiten Weltkriegs war es mehrere Jahre für die Öffentlichkeit gesperrt, damals lebten einige Wissenschaftler des Manhattan-Projekts aus dem nahegelegenen Los Alamos National Laboratory hier. Das Wildnisschutzgebiet kam im Oktober 1976 hinzu.